# 埃奇胺
埃奇胺是一类有机化合物，化学式为C22H29N2O4+，最初于1875年被分离出来。它存在于糖胶树中。
它的游离碱可由埃奇胺氯化物和氢氧化钠反应得到，其化学式为C22H28N2O4，是一种无定形固体，但是可以以苯的溶剂合物的形式结晶出来。